# Tiziano Ferro
Tiziano Ferro (n. 21 februarie 1980, Latina) este un cântăreț, producător și autor italian. Pe parcursul carierei sale, a cântat și în spaniolă, engleză, franceză și portugheză. A vândut peste 15 milioane de exemplare, mai ales în Europa și în America Latină, iar în cei zece ani de carieră, el a primit numeroase premii, nominalizări și distincții, dintre care cele mai importante la nivel național (Italian Music Awards) și internațional (World Music Awards).

## Biografie

### Anii copilăriei. Primele activități muzicale
Tiziano Ferro s-a născut la data de 21 februarie 1980 în orașul italian Latina, în familia controlorului Sergio Ferro. Mama sa, Giuliana, fiind casnică, s-a ocupat de educarea lui Tiziano, dar și a fratelui său mai mic, Flavio. Atât Giuliana, cât și Sergio Ferro au ascendenți venețieni din orașul de provincie Cavarzere.
La vârsta de cinci ani, Tiziano a primit de la părinții săi o claviatură în miniatură, dar și o broșură ce conținea colinde pentru Crăciun, acesta fiind primul contact semnificativ al interpretului cu lumea muzicală. Tiziano a început să compună primele sale cântece la o vârstă relativ fragedă. Înregistrând câteva piese cu ajutorul unui magnetofon, interpretul și-a format un stil muzical precoce. Două dintre cântecele sale din copilărie au fost incluse pe albumul Nessuno e solo, lansat în anul 2006. Fragmentele a cappélla au avut statutul de „piese ascunse” ale discului, putând fi ascultate la finalul cântecului „Mio fratello”.
Tiziano a avut o adolescență dificilă, din cauza bulimiei, dereglare digestivă care avea să îl urmărească până la debutul său. La vremea respectivă, tânărul interpret cântărea o sută unsprezece kilograme, muzica devenind un loc de refugiu pentru el. Totuși, problemele sale de sănătate aveau să rămână prezente în amintirile sale, iar titlul celui de-al doilea album al său, 111, face referire la greutatea sa din acea perioadă.
La data de 6 octombrie 2010, face public într-un interviu acordat revistei Vanity Fair, orientarea sa sexuală, iar pe 20 octombrie același an, publică autobiografia Trent'anni e una chiacchierata con papà (treizeci de ani și o discuție cu tata) în care scrie despre lupta cu sine însuși pentru acceptarea homosexualității sale.

## Discografie
Albume de studio
- Rosso Relativo (2001)
- 111 Centoundici (2003)
- Nessuno è solo (2006)
- Alla mia età (2008)
- L'amore è una cosa semplice (2011)
- TZN - The Best of Tiziano Ferro (2014)

## Turnee
- Rosso relativo Tour 2002-2003
- 111% Tour 2004-2005
- Nessuno è solo Tour 2007
- Alla mia età Tour 2009-2010
- L'amore è una cosa semplice Tour 2012
- Lo stadio Tour 2015